# Nancy Lyons
Pour les articles homonymes, voir Lyons.
Beatrice « Nancy » Lyons (née le 12 avril 1930) est une nageuse australienne.

## Carrière
Aux Jeux olympiques d'été de 1948 à Londres, elle est médaillée d'argent sur 200 mètres natation. Deux ans plus tard, elle dispute les Jeux de l'Empire britannique de 1950 à Auckland ; elle obtient la médaille d'or sur le relais 3x110 yards quatre nages et la médaille d'argent sur 220 yards brasse. Aux Jeux olympiques d'été de 1952 à Helsinki, elle ne dépasse pas le stade des séries de qualifications du 200 mètres brasse.